# 拉绍 (奥恩省)
拉绍（法語：La Chaux，法語發音：[la ʃo] ⓘ）是法国奥恩省的一个市镇，属于阿朗松区。

## 地理
拉绍（48°36'38"N, 0°15'27"W）面积5.06 平方千米，位于法国诺曼底大区奧恩省，该省份为法国西北部内陆省份，北起顺时针与卡爾瓦多斯省、厄尔省、厄尔-卢瓦省、萨尔特省、马耶讷省和芒什省接壤。
与拉绍接壤的市镇（或旧市镇、城区）包括：圣乔治达讷贝克、博万、茹埃迪布瓦、马尼勒代塞尔、拉莫特富凯、拉讷。

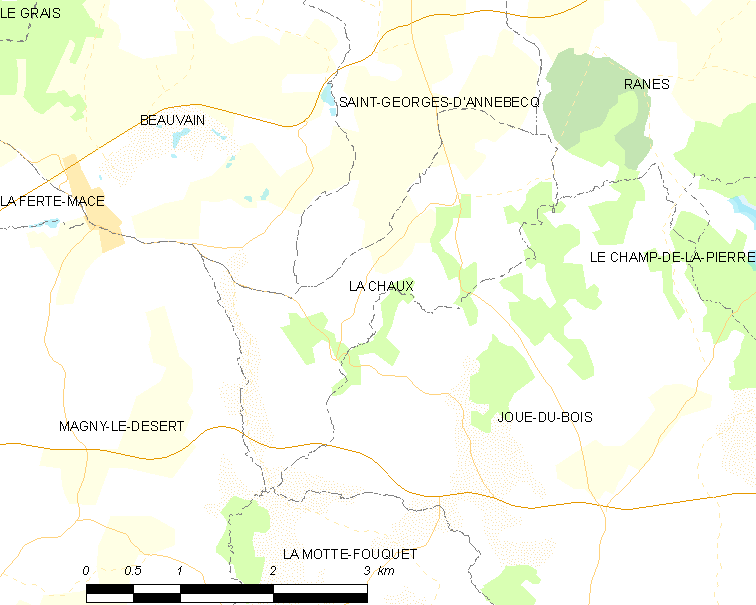
的OSM定位图

拉绍的时区为UTC+01:00、UTC+02:00（夏令时）。

## 行政
拉绍的邮政编码为61600，INSEE市镇编码为61104。

## 政治
拉绍所属的省级选区为马尼勒代塞尔县。

## 人口

1962-2008年间人口变化图示

拉绍于2022年1月1日时的人口数量为53人。